# Уэст-Ланкашир
Уэст-Ланкашир (англ. West Lancashire) — район (англ. non-metropolitan district) в церемониальном неметрополитенском графстве Ланкашир, административный центр — город Ормскирк.
Район расположен в юго-западной части графства Ланкашир, на западе и юге граничит с графством Мерсисайд, на юго-востоке — с Большим Манчестером, на севере выходит на побережье Ирландского моря в устье реки Риббл.

## Состав
В состав район входят 2 города (Ормскерк и Скелмерсдейл) и 21 община (англ. Parish councils):
1. Отон
2. Бикерстафф
3. Бисфем
4. Берскоу
5. Далтон
6. Даунхолленд
7. Грейт-Алткар
8. Халсалл
9. Хескет-виф-Бекконсол
10. Хиллдейл
11. Лейтом
12. Лейтом-Саут
13. Ньюборо
14. Норт-Меолс
15. Парболд
16. Раффорд
17. Скэрсбрик
18. Саймонсвуд
19. Тарлтон
20. Ап-Холленд
21. Райтингтон